# Circlimopa
Circlimopa is een monotypisch geslacht van tweekleppigen uit de  familie van de Limopsidae.

## Soort
- Circlimopa woodwardi (A. Adams, 1863)